# Тасманийский ворон
Тасманийский ворон (лат. Corvus tasmanicus) — вид птиц из семейства врановых. Выделяют два подвида.

## Описание
Тасманийский ворон достигает 50-52 см в длину. В оперении нет сезонных колебаний. Оперение у него блестящего чёрного цвета, радужка белая, клюв пропорционально длинный, хвост короче, чем у континентальных видов ворон. Он является единственным представителем рода воронов на острове Тасмания.

## Подвиды
Небольшую территорию плоскогорья северо-восточной части штата Новый Южный Уэльс занимает удалённая популяция воронов.
Изначально предполагалось дать этой популяции особое название — реликтовый ворон (Corvus boreus), но этого не произошло, и в наши дни их рассматривают как подвид тасманийского ворона — C. tasmanicus boreus.
В настоящее время научные исследования тасманийского ворона и южноавстралийской вороны (Corvus mellori) проводятся орнитологической исследовательской группой штата Виктория (Victorian Ornithological Research Group, сокр. VORG) в Австралии.

## Распространение
Тасманийский ворон обитает по всей Тасмании и населяет все её биомы: леса, открытые лесные перевалы, горы, прибрежные районы, сельскохозяйственные районы, маленькие города и окраины крупных городов. Также этот вид встречается в южной части Виктории от границы Национального парка Otway (см. Тасмания) на восток через Вильсонс-Промонтори в Гипсленд (Gippsland).
Беспокойство вызывает тот факт, что тасманийский ворон на своей родине, в Тасмании, является одной из четырёх национальных птиц, не имеющих юридической защиты за пределами национальных парков и заповедных мест. Зеленоногая камышница (Gallinula mortierii), большой баклан (Phalacrocorax carbo) и малый пёстрый баклан (Microcarbo melanoleucos) — остальные три вида незащищённых птиц. Кроме этих четырёх птиц, на птиц Тасмании распространяется закон о сохранении природы, подписанный в 2002 году.

## Питание
Типичный для всеядных (лат. omnivore) рацион включает в себя широкий круг всевозможной пищи, куда входят насекомые, падаль, фрукты, зерно и земляные черви. Кроме всего прочего, о тасманийском вороне известно, что он способен убивать и поедать довольно крупных птиц, таких, например, как австралийская чайка (Larus novaehollandiae). При этом ворон делает вид, что просто кормится поблизости, подбираясь поближе к ничего не подозревающей жертве.

## Гнездование
Гнездо из веток не отличается от гнезд, которые строит его континентальный сородич — австралийская ворона (Corvus coronoides), и располагать его тасманийский ворон также предпочитает на высоком дереве.

## Вокализация
Звук, издаваемый тасманийским вороном, похож на глубокий «корр-корр-корр-корр», с оттянутой последней нотой наподобие крика австралийской вороны (Corvus coronoides)